# Agnieszka Radwańská
Agnieszka Radwaňská, rodným jménem Agnieszka Roma Radwańska ( výslovnost [aɡˈɲɛʂka radˈvaɲska]IPA; narozená 6. března 1989 Krakov) je bývalá polská profesionální tenistka, která se v profesionálním tenisu pohybovala mezi lety 2005–2018. Jako vůbec první Polka zvítězila na turnaji okruhu WTA ve dvouhře, když v sezóně 2007 triumfovala na stockholmském Nordea Nordic Light Open. Následující rok se jako první polská hráčka probojovala do elitní desítky singlového žebříčku WTA. Ve své kariéře na okruhu WTA Tour vyhrála dvacet turnajů ve dvouhře a dva ve čtyřhře. V rámci okruhu ITF získala dva tituly ve dvouhře a dva ve čtyřhře.
Na žebříčku WTA byla ve dvouhře nejvýše klasifikována v červenci 2012 na 2. místě a ve čtyřhře pak v říjnu 2011 na 16. místě. V sezónách 2011–2018 ji koučoval Tomasz Wiktorowski, když na této pozici nahradil jejího otce. Od sezóny 2015 přibyla do trenérského týmu na částečný úvazek českoamerická tenisová legenda Martina Navrátilová s cílem pomoci hráčce k zisku grandslamu.
První finále na grandslamu si zahrála ve Wimbledonu 2012, v němž nestačila na Američanku Serenu Williamsovou. Jako první Polka zvítězila na Turnaji mistryň, když ve finále ročníku 2015 zdolala Petru Kvitovou. V juniorské kategorii získala dva singlové Grand Slamy.
V polském fedcupovém týmu debutovala v roce 2006 dubnovým utkáním základního bloku 2. skupiny zóny Evropy a Afriky proti Portugalsku, v němž vyhrála dvouhru nad Magali de Lattreovou. V soutěži nastoupila k třiceti pěti mezistátním utkáním s bilancí 34–9 ve dvouhře a 8–2 ve čtyřhře.
Polsko reprezentovala na londýnských Hrách XXX. olympiády, kde byla vlajkonoškou polské výpravy na zahajovacím ceremoniálu. V soutěži dvouhry prohrála jako nasazená dvojka již v prvním kole s Němkou Julií Görgesovou. Společně se sestrou Urszulu Radwańskou vypadly ve druhém kole ženské čtyřhry. S Marcinem Matkowskim nastoupili do smíšené čtyřhry jako čtvrtí nasazení, ale také nepřešli přes úvodní fázi turnaje.
Ženská tenisová asociace ji v roce 2006 vyhlásila Nováčkem roku a šestkrát získala ocenění Hráčka roku podle fanoušků.
Ukončení kariéry oznámila ze zdravotních důvodů 14. listopadu 2018.

## Tenisová kariéra
V roce 2005 porazila ve finále wimbledonské juniorky Rakušanku Tamiru Paszekovou. O dva roky později ji napodobila její mladší sestra Urszula Radwańská, která wimbledonskou juniorku vyhrála v roce 2007. V sezóně 2006 pak vyhrála juniorku dvouhry na French Open, když v boji o titul zdolala ruskou hráčku Anastasijí Pavljučenkovovou.
V roce 2007 vyhrála jako první Polka turnaj na okruhu WTA, konkrétně Nordea Nordic Light Open kategorie Tier IV ve Stockholmu.
V sezóně 2008 přidala další tři turnajové tituly na Pattaya Open kategorie Tier IV, v Istanbulu turnaj kategorie Tier III a v Eastbourne událost kategorie Tier II. Na Australian Open 2008 dosáhla jako první Polka čtvrtfinálové účasti na grandslamovém turnaji v otevřené éře tenisu (první Polkou vůbec byla ve 30. letech 20. století tenistka Jadwiga Jędrzejowská).
Další národní rekord zlomila, když k 24. květnu 2008 vydělala na odměnách více než jeden milión dolarů, což se do té chvíle žádné krajance nepodařilo.
Na French Open 2008 vypadla ve čtvrtém kole s Jelenou Jankovičovou. Ve Wimbledonu 2008 pak skončila ve čtvrtfinále na raketě Sereny Williamsové.

### 2011
V sezóně 2011 se probojovala do třech finále, a ve všech zvítězila, proměnila je ve tři tituly.

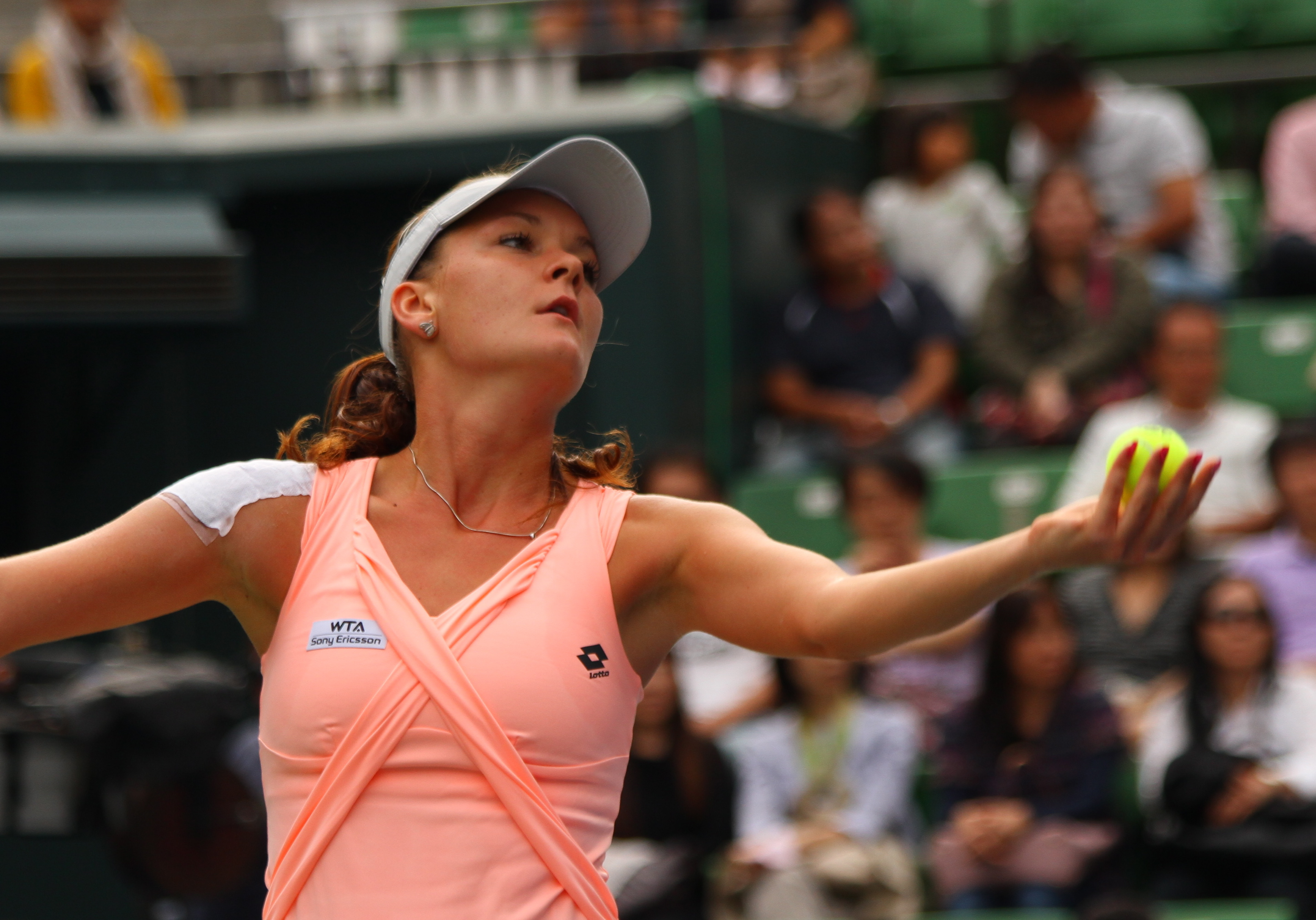
A. Radwańska, 2011

První triumf zaznamenala na Mercury Insurance Open, kde si ve finále poradila s nejvýše nasazenou Věrou Zvonarevovou. V asijské části okruhu si pak připsala dva zbylé tituly. Nejdříve na japonském Toray Pan Pacific Open, když si zopakovala finálovou výhru se Zvonarevovou a poté zvítězila na nejvýznamnější události dosavadní kariéry – China Open, když ve finále přehrála Andreu Petkovicovou.
Na grandslamech se probojovala do celkově čtvrtého čtvrtfinále na Australian Open, v němž ji porazila vítězka turnaje Kim Clijstersová. S Marií Šarapovovou vypadla v osmifinále French Open. Ve zbylých grandslamových turnajích nepřešla druhé kolo – ve Wimbledonu nestačila na Petru Cetkovskou a na US Open pak podlehla překvapení turnaje, pozdější semifinalistce Angelique Kerberové.

### 2012: Světová dvojka a finalistka Wimbledonu

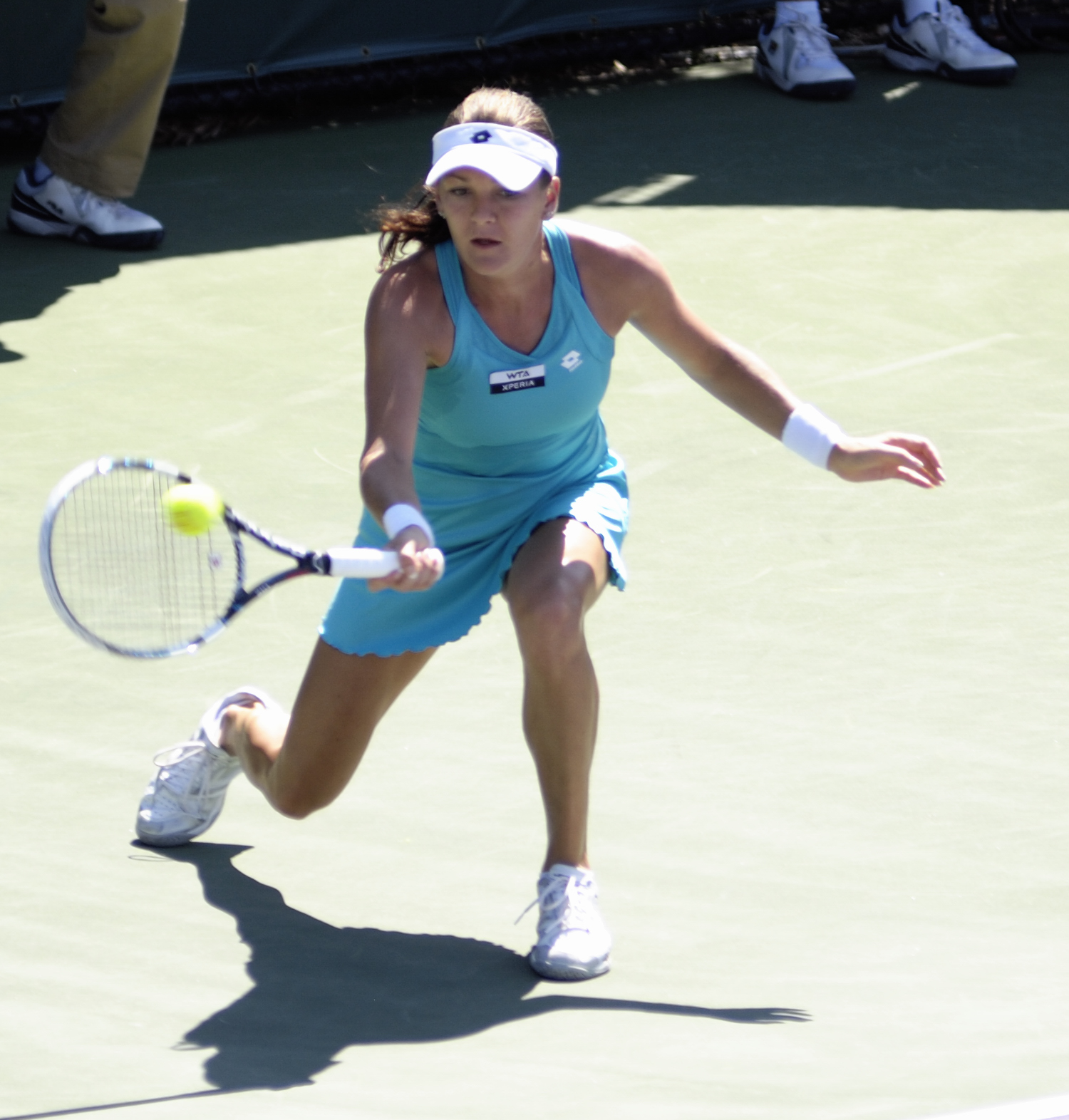
Agnieszka Radwańská na vítězném Sony Ericsson Opeb

Australskou část okruhu zahájila semifinálovou účastí na Apia International Sydney, kde ve čtvrtfinále poprvé porazila  úřadující světovou jedničku, když utočila duel s Carolinou Wozniackou. Do čtvrtfinále potřetí poté došla na melbournském Australian Open, když jedinou sadu ztratila hned na úvod proti Mattekové-Sandsová. Mezi poslední osmičkou neudržela, stejně jako o týden dříve v Sydney, o set a podlehla pozdější vítězce Viktorii Azarenkové. Bodový zisk jí však pomohl v šestému místu žebříčku WTA. Mezi čtyři nejlepší došla v Dauhá na turnaji z kategorie Premier 5. Potřetí v sezóně nestačila ze Azarenkovou, tentokrát již v roli světové jedničky, a to přestože se Běloruska v průběhu utkání zranila. První titul roku si připsala na Dubai Tennis Championships poté, co ve finále zdolala německou hráčku Julii Görgesovou. Kvůli problémů s ramenem odstoupila před čtvrtfinále na turnaji konaném v Kuala Lumpur, kde byla nasazená jednička. V březnovém turnaji v Indian Wells prohrála jako pátá nasazená v čtvrtfinále opět na raketě v průběhu sezóny dosud neporažené Azarenkové, na kterou tentokrát uhrála pouze dvě hry, přesto se v novém vydání žebříčku WTA poprvé posunula na čtvrté místo. Na navazujícím Sony Ericsson Open v Miami následně neztratila ani set, když na ní nestačily postupně americká kvalifikantka Madison Keysová, Sílvia Solerová Espinosová, španělská divoká karta Garbiñe Muguruzová Blancová a po nemoci se vracící Venus Williamsová z druhé stovky hodnocení. V semifinále pak vyřadila první přemožitelku Azarenkové Francouzku Marion Bartoliovou a v boji o titul i favorizovanou světovou dvojku Marii Šarapovovou.
V antukové části sezóny si zahrála dvě turnajová semifinále, první v německém Stuttgartu a druhé na modré antuce v Madridu. V obou případech opět nestačila na Viktorii Azarenkovou ve dvou setech. Tyto výsledky ji zajistily třetí místo žebříčku WTA, kde vystřídala Kvitovou. Překvapivě vypadla v úvodním kole římského Internazionali BNL d'Italia s Petrou Cetkovskou. Češka se tak stala po Azarenkové teprve druhou tenistkou, která ji dokázala od ledna porazit. Dobrou sezónu však potvrdila ziskem jubilejního desátého titulu v kariéře na Brussels Open, kde ve finále porazila Rumunku Simonu Halepovou. Na grandslamové French Open ji ve třetím kole vyřadila Světlana Kuzněcovová po hladkém průběhu.

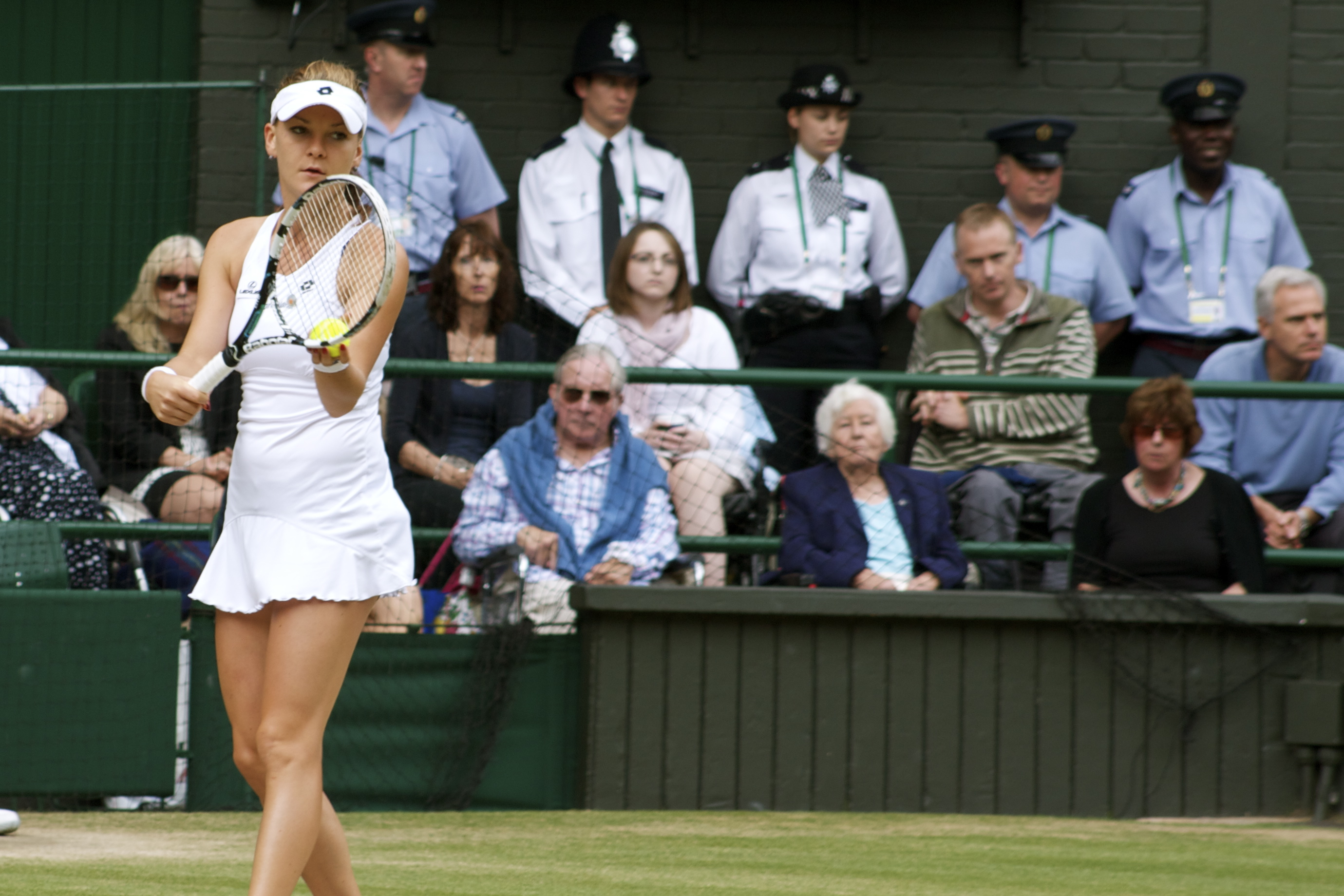
Radwaňská ve finále Wimbledonu

Na prvním travnatém turnaji sezóny v Eastbourne, kde startovala jako nasazená jednička, prohrála v prvním zápase s Cvetanou Pironkovou ve dvou setech. Ve Wimbledonu hrála jako třetí nasazená. Bez ztráty setu postupně poradila se Slovenkou Magdalénou Rybárikovou, Ruskou Jelenou Vesninovou, Britkou Heather Watsonovou a italskou kvalifikantkou Camilou Giorgiovou. Mezi poslední osmičkou zvládla lépe závěr utkání s Ruskou Marií Kirilenkovou, kterou porazila až poměrem 7–5 ve třetím setu, a poprvé v kariéře postoupila na grandslamu do semifinále. V něm porazila i osmou nasazenou Němku Angelique Kerberovou a zajistila si účast v debutovém finále majoru. V něm se utkala se Serenu Williamsovou. Po jasně ztracené první sadě sice dokázala uzmout favorizované Američance druhé dějství, ve třetím ale opět dominovala Williamsová, která následně turnaj ovládla. Bodový zisk jí však zajistil její nové maximum, druhé místo žebříčku WTA. Případně finálová výhra by jí vynesla na první místo  hodnocení. Na dvorce All England Clubu se vrátila o měsíc později londýnským olympijským turnajem, kde nepřešla přes první kolo. Její přemožitelkou se stala Julia Görgesová.

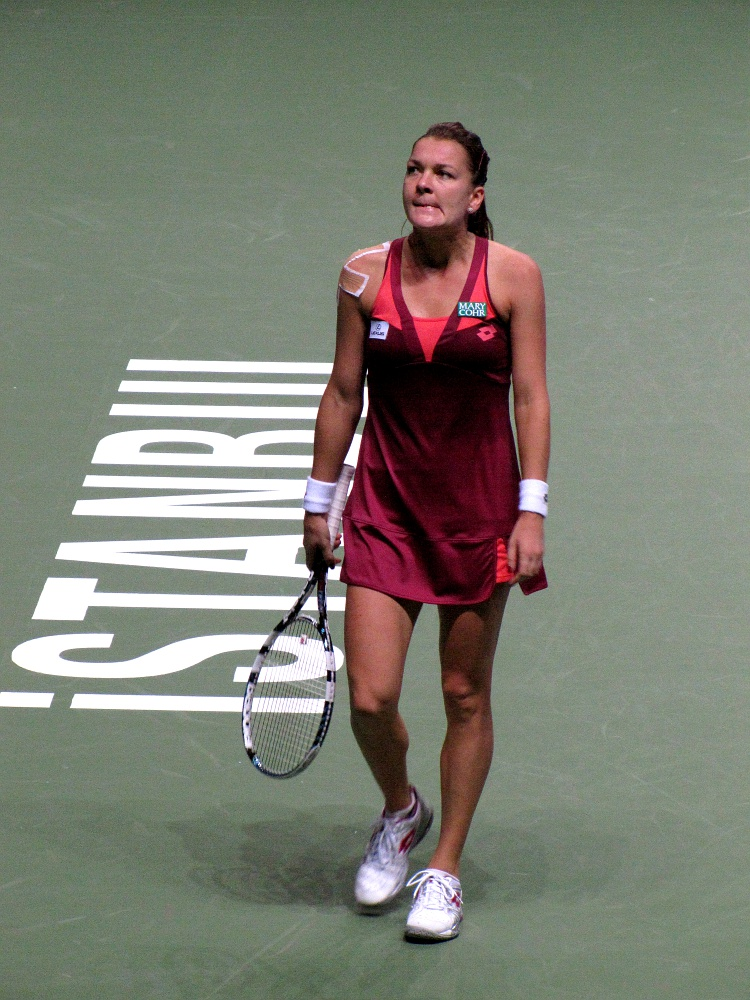
Na Turnaji mistryň postoupila do semifinále

 Na dvou velkých turnajích v Americe, v Montrealu a Cincinnati, měla po odstoupení Azarenkové i Šarapovové a absenci Williamsové dvakrát šanci stát se světovou jedničkou. V obou případech však prohrála v čtvrtfinále s Li Na. Na turnaji v New Havenu skrečovala zápas proti Bělorusce Govorcovové kvůli problémům s ramenem. Na newyorském US Open byla poprvé v kariéře nasazená jako dvojka. V boji o čtvrtfinále prohrála s Italkou Robertou Vinciovou. Následkem toho v novém vydání žebříku WTA klesla na třetí místo.
V asijské části sezóny obhajovala titul na japonském Toray Pan Pacific Open. Po výhrách nad Wozniackou a Kerberovou došla opět do finále, v němž zůstala poražena od Rusky Naděždy Petrovové po divokém průběhu setů. Titul obhajovala také následující týden v Pekingu, kde prohrála již ve čtvrtfinále, s domácí tenistkou Li Na. Následný týden ji na třetím místě vystřídala Serena Williamsová.
Počtvrté se kvalifikovala na Turnaj mistryň. Ve skupině byla s nalosováno s Šarapovovou, Kvitovou a Erraniovou. Kvitovou porazila ve dvou setech, s Šarapovovou ale prohrála po třísetové a tříhodinové bitvě, přestože vedla ve druhém setu 4–2. Postup do svého prvního semifinále na tomto turnaji si zajistila výhrou v další třísetové bitvě proti Saře Erraniové, kterou udolala v nejdelším utkání celého turnaje v historii, trvajícím 3 hodiny a 29 minut, přestože ve druhé sadě za stavu 4–5 podávala na setrvání v zápase. V semifinále ale nestačila na perfektně hrající Serenu Williamsovou, když dokázala vyhrát jenom tři hry.
Sezónu ukončila na čtvrtém místě žebříčku WTA s více než třítisícibodovou ztrátou na světovou jedničku Azarenkovou. Serena Williamsovou porazila v listopadu při exhibici konané v Torontu. V prosinci nastoupila jako ženská jednička TK Agrofert Prostějov do české extraligy. Po vítězství se s týmem stala mistryní České republiky ve smíšených družstvech.

### 2013
Během roku vybojovala tři tituly ve dvouhře a zahrála si wimbledonské semifinále. Patřila mezi elitní pětku světového žebříčku.

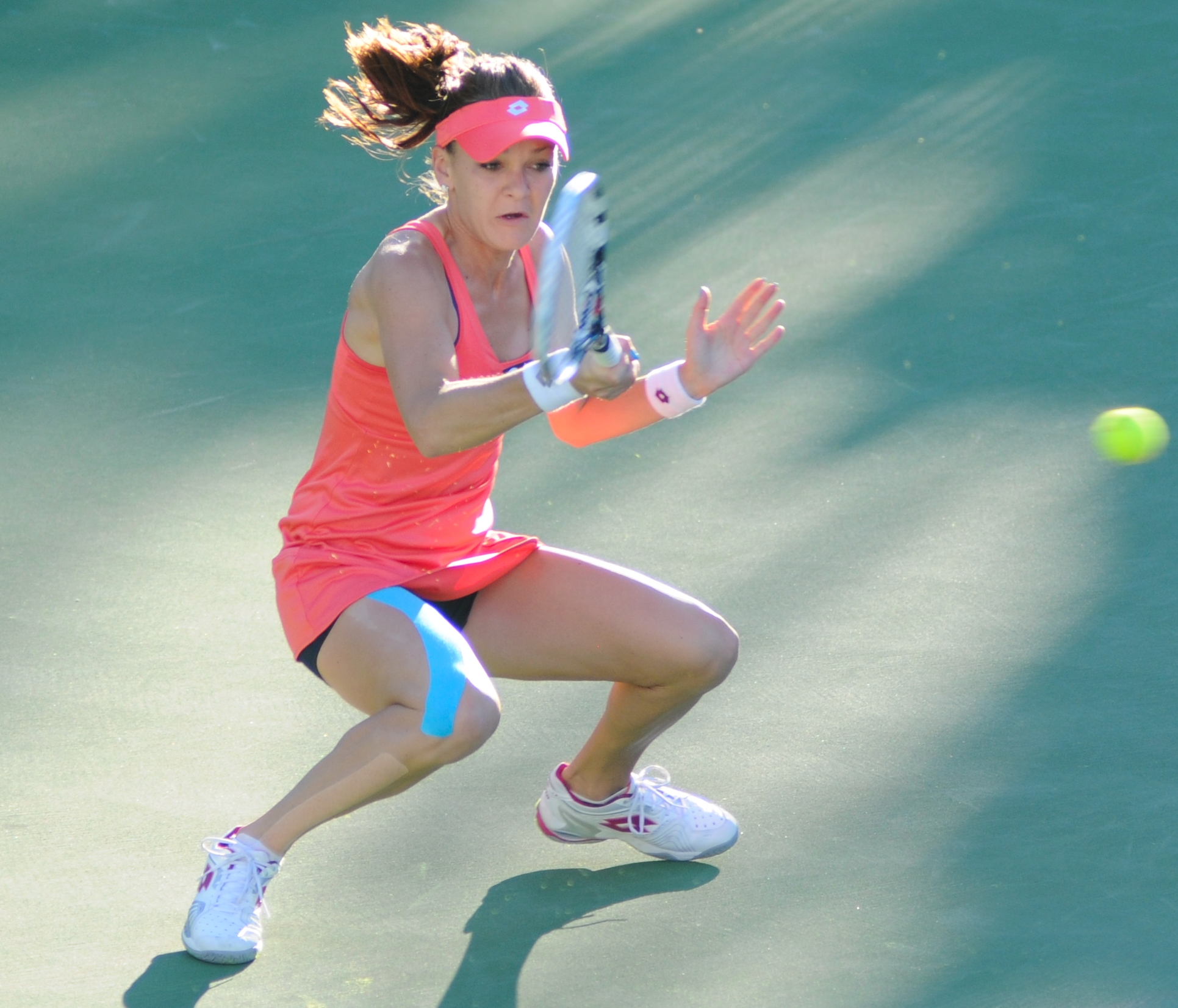
Během Indian Wells Masters

Sezónu odstartovala dvěma tituly v řadě, když nejdříve vyhrála ASB Classic z kategorie International. Ve finálovém zápase zdolala Belgičanku Yaninu Wickmayerovou. Poté triumfovala na Apia International Sydney z kategorie Premier, kde startovala jako nejvýše nasazená hráčka v prvním kole s volným losem. Ve čtvrtfinále porazila Robertu Vinciovou, v semifinále Li Na a v posledním utkání deklasovala Slovenku Dominiku Cibulkovou dvěma kanáry 6–0 a 6–0. Její 13zápasovou neporazitelnost ukončila Li Na ve čtvrtfinále Australian Open, kam přijížděla jako nasazená čtyřka. Jednalo se o čtvrtou prohru Polky ve čtvrtfinále tohoto turnaje a třetí v řadě. V předchozím osmifinále nedala šanci Aně Ivanovičové.
Bez ztráty setu po roce došla do semifinále na Qatar Total Open, kde opět prohrála se světovou jedničkou Azarenkovou ve dvou setech. Do Dubaje přijížděla jako obhájkyně titulu, ve čtvrtfinále ale prohrála s pozdější vítězkou Češkou Petrou Kvitovou ve dvou setech.

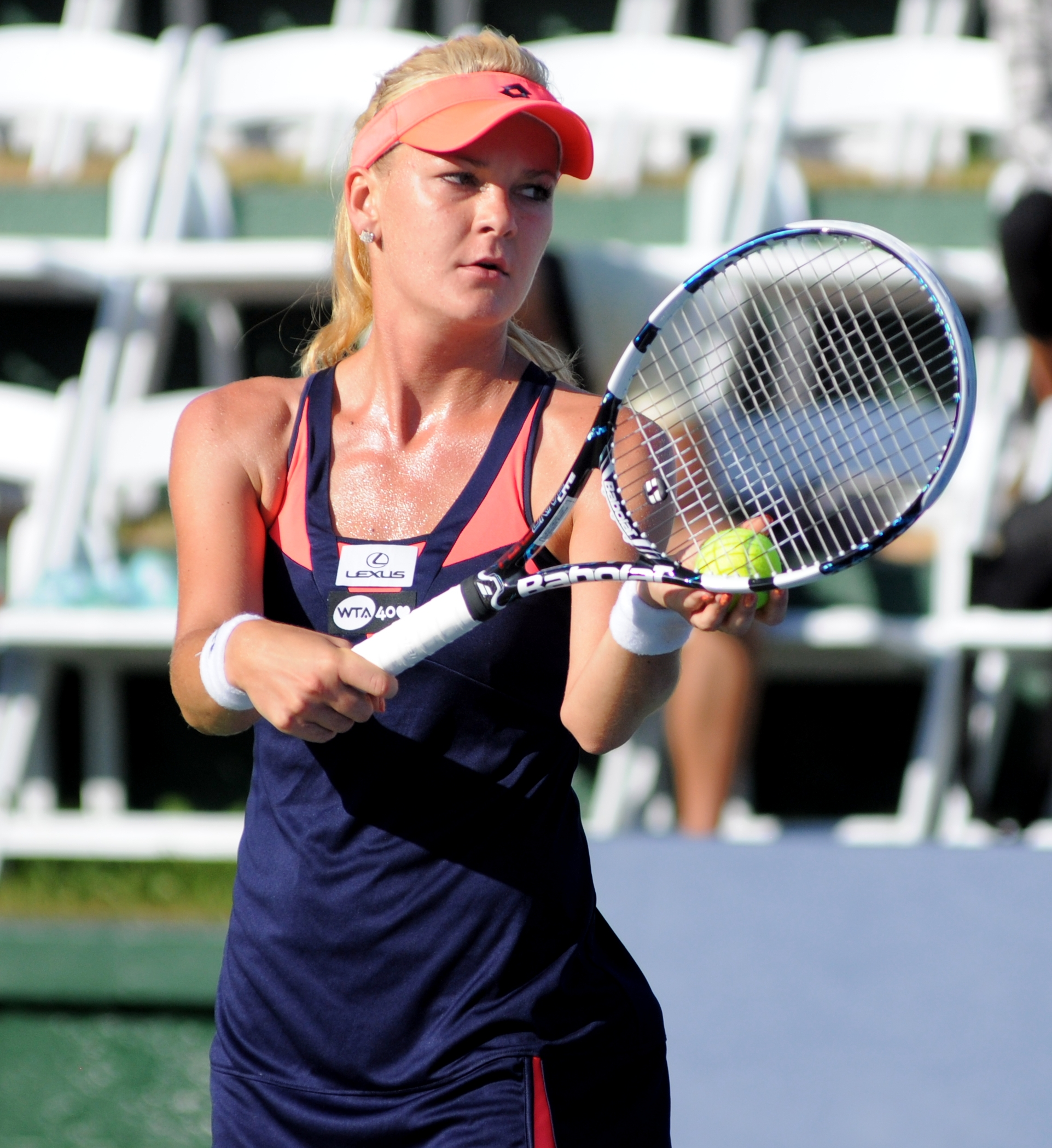
Ve čtvrtfinále Southern California Open

 V americkém Indian Wells prohrála jako nasazená trojka v osmifinále s Ruskou Kirilenkovou 5–7 ve třetím setu. Obhájit vítězství se jí nepovedlo ani v Miami, kde po třísetových výhrách nad Rybárikovou, Stephensovou a Flipkensovou prohrála v semifinále se Serenou Williamsovou i s „kanárem“ v prvním setu.
Ale na antukových turnajích v Madridu a Římě se jí nedařilo, když na obou skončila ve druhém kole. Mezi poslední osmičkou hráček dohrála na pařížském grandslamu French Open, když podruhé v kariéře nestačila na Saru Erraniovou.
Ve Wimbledonu se probojovala do semifinále, v němž ji po dramatickém třísetovém boji vyřadila pozdější finalistka Sabine Lisická. Na letním Bank of the West Classic ji ve finále oplatila drtivou porážku z ledna Cibulková. Osmifinálová fáze US Open se pro ni stala konečnou, když ji stopku vystavila Jekatěrina Makarovová po dvousetovém průběhu. Třetí titul sezóny si připsala ze soulského KDB Korea Open po finálové výhře nad Ruskou Anastasijí Pavljučenkovovou.

### 2014
V sezóně s nevyrovnanými výsledky si zahrála dvakrát finále. Boj o titul na Canada Masters proměnila v jedinou turnajovou trofej. Na grandslamu se nejdále probojovala do semifinále Australian Open.
Rok poprvé v kariéře rozehrála jako reprezentantka polského týmu na Hopmanově poháru, kde po jejím boku nastoupil Grzegorz Panfil. Na turnaji vyhrála všechny tři dvouhry v základní skupině nad Flavií Pennettaovou, Eugenií Bouchardovou a Samanthou Stosurovou. Ve finále pak přidala vítězství nad Alizé Cornetovou, která nestačila na zisk titulu, když Poláci podlehli Francii 1:2 na zápasy.

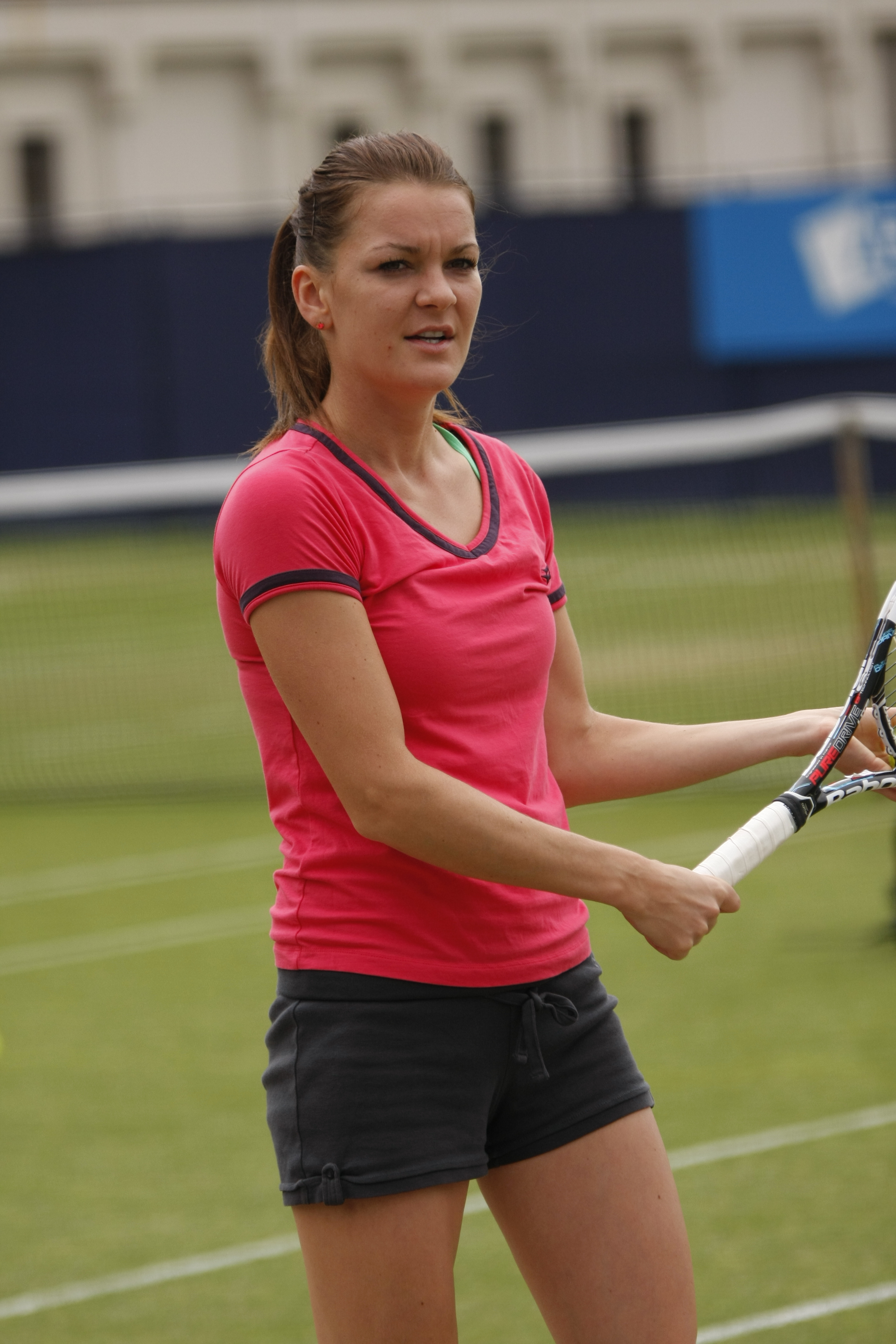
Během AEGON International

Na Sydney International vypadla ve druhém kole s Bethanii Mattekovou-Sandsovou. Během Australian Open ve čtvrtfinále vyřadila dvojnásobnou obhájkyni titulu Viktorii Azarenkovou, aby v dalším klání nestačila na Dominiku Cibulkovou. Mezi poslední čtveřici hráček prošla také na Qatar Total Open, kde ji vyřadila Simona Halepová. Premiérové finále si zahrála na březnovém Indian Wells Masters, v němž uhrála pouhé tři gamy na Italku Flaviu Pennettaovou. Se slzami v očích se následně omlouvala publiku, že nebyla schopná hrát. Ve čtvrtfinále Miami Masters jí vyřadila Cibulková.
Po návratu do Evropy se účastnila BNP Paribas Katowice Open. Konečnou fází se stalo semifinále, v němž nenašla recept na Francouzku Alizé Cornetovou. Čtvrtfinálovou účast zaznamenala na antukovém Porsche Tennis Grand Prix. Těsně před branami finále skončila na Mutua Madrid Open. V obou případech podlehla Marii Šarapovové. Na tyto solidní výsledky však nenavázala na French Open, když ve třetím kole překvapivě vypadla s Ajlou Tomljanovićovou. Osmifinálovou porážkou se rozloučila s Wimbledonem po nezvládnutém duelu s Ruskou Jekatěrinou Makarovovou.
Jediný titul sezóny dosáhla na letním Rogers Cupu, kde ve finále zdolala Venus Williamsovou. Poté zamířila na Western & Southern Open, na němž ji ve čtvrtfinále vystavila stopku Caroline Wozniacká. Krátké bylo její účinkování na US Open, když ve druhém kole podlehla čínské tenistce Pcheng Šuaj. Svůj úvodní zápas na Wuhan Open proti Francouzce Caroline Garciaové nezvládla a druhým kolem završila čínskou túru na pekingském China Open, když skončila na raketě deblové světové jedničky Roberty Vinciové.
Dne 2. října 2014 se pošesté kvalifikovala na Turnaj mistryň, premiérově hraný v Singapuru. V bílé skupině porazila Kvitovou a odešla poražena od Wozniacké a Šarapovové. Díky lepšímu poměru setů postoupila z druhého místa do semifinále. V něm nenašla recept na Rumunku Simonu Halepovou, jíž odebrala pouze čtyři gamy.

### 2015
Do sezóny vstoupila v družstvu s Jerzym Janowiczem na exhibičním Hopmanově poháru v Perthu, kde získala trofej. Ve finále si polští reprezentanti poradili s americkou dvojici složenou z  Johna Isnera a světové jedničky Sereny Williamsové, jíž porazila poprvé v kariéře.

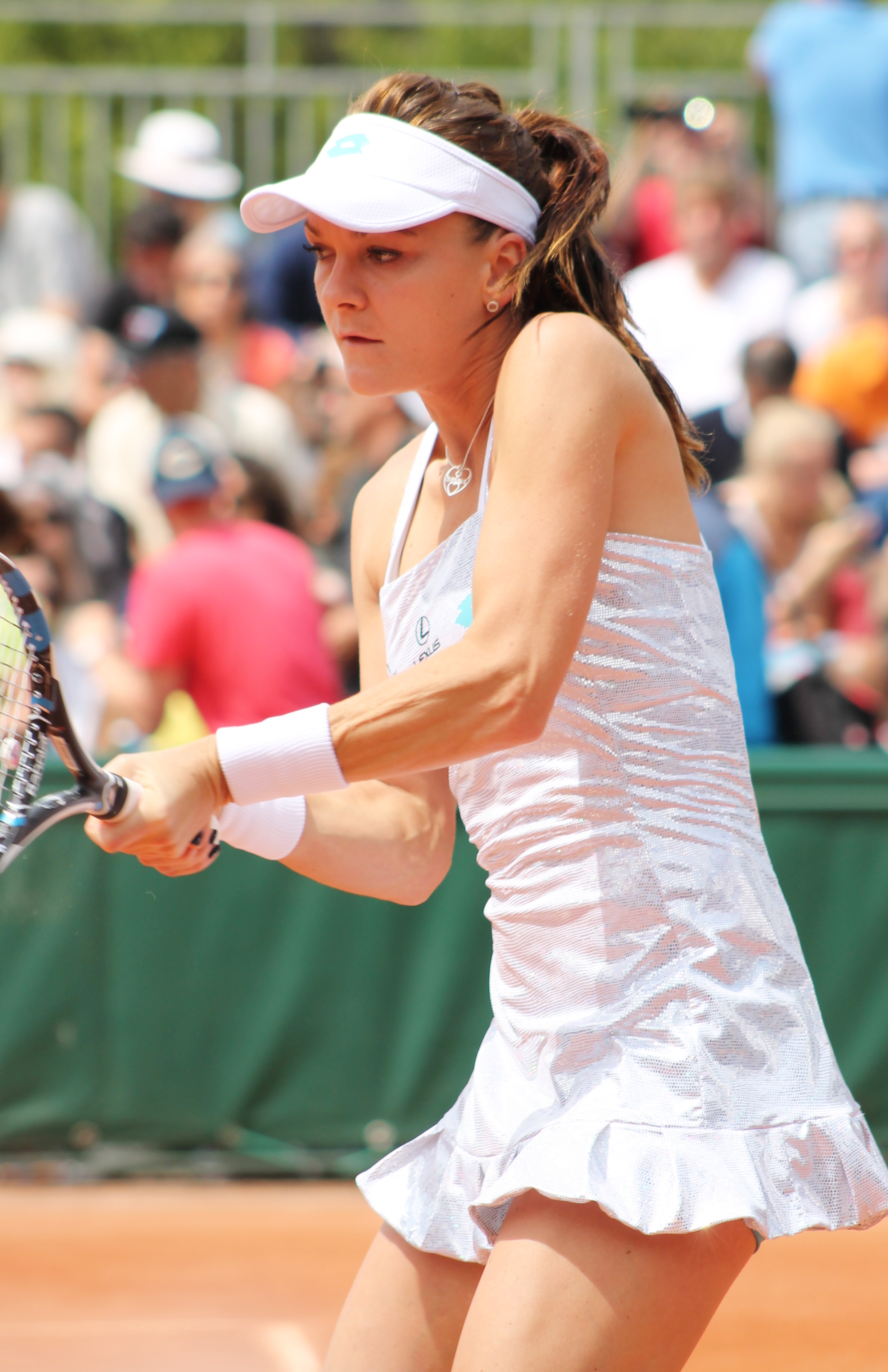
Na French Open dohrála v prvním kole

Konečnou fází na Apia International Sydney se stalo druhé kolo, v němž prohrála s Garbiñe Muguruzaovou. V osmifinále Australian Open opustila grandslam po porážce od Venus Williamsové. Během březnového Indian Wells Masters skončila na raketě Heather Watsonové ve třetím kole. Do čtvrtého se podívala na navazujícím Miami Open, aby jí v něm stopku vystavila Carla Suárezová Navarrová. Mezi poslední čtveřicí hráček dohrála na Katowice Open s Italkou Camilou Giorgiovou.
Po rychlém vyřazení na antukovém Porsche Tennis Grand Prix nepřešla třetí fázi Mutua Madrid Open, na němž podlehla Caroline Wozniacké. Poprvé od října 2011 tak vypadla z elitní desítky žebříčku WTA. Pokles formy pokračoval v průběhu French Open, kde ji v úvodním duelu zdolala Němka Annika Becková. Na travnatém AEGON Open Nottingham ukončila její cestu pavoukem v semifinále Monica Niculescuová. Premiérové finálové střetnutí sezóny pak odehrála na AEGON International, v němž nepřekonala švýcarskou hráčku Belindu Bencicovou. Ta jí uštědřila v rozhodující sadě „kanára“. Wimbledon přinesl její třetí semifinálovou účast za předešlé čtyři roky. V utkání však nenalezla recept na Španělku Garbiñe Muguruzaovou. Bodový zisk ji přesto posunul zpět do první světové desítky.
Letní americká série znamenala čtvrtfinálové porážky na Bank of the West Classic s Angelique Kerberovou, a také během Rogers Cupu od Simony Halepové. Vzhledem k časnému vypadnutí na Cinncinati Masters se rozhodla přijet i na navazující Connecticut Open. Mezi poslední osmičkou hráček ji zastavila Petra Kvitová. Ve třetí fázi US Open pak skončila na raketě Američanky Madison Keysové. Na tokijském Toray Pan Pacific Open vybojovala premiérový titul v roce po finálovém vítězství nad Belindou Bencicovou, čímž jí oplatila červnovou porážku z trávy. O třicet šest hodin později nastoupila k zápasu na Wuhan Open, z něhož odešla potřetí v sezóně poražena od Venus Williamsové. China Open znamenal konec v semifinále porážkou od Garbiñe Muguruzaové. Až druhá trofej v sezóně z Tianjin Open, kde přehrála Černohorku Danku Kovinićovou, přinesla jistotu startu na Turnaji mistryň, kam postoupila popáté za sebou.

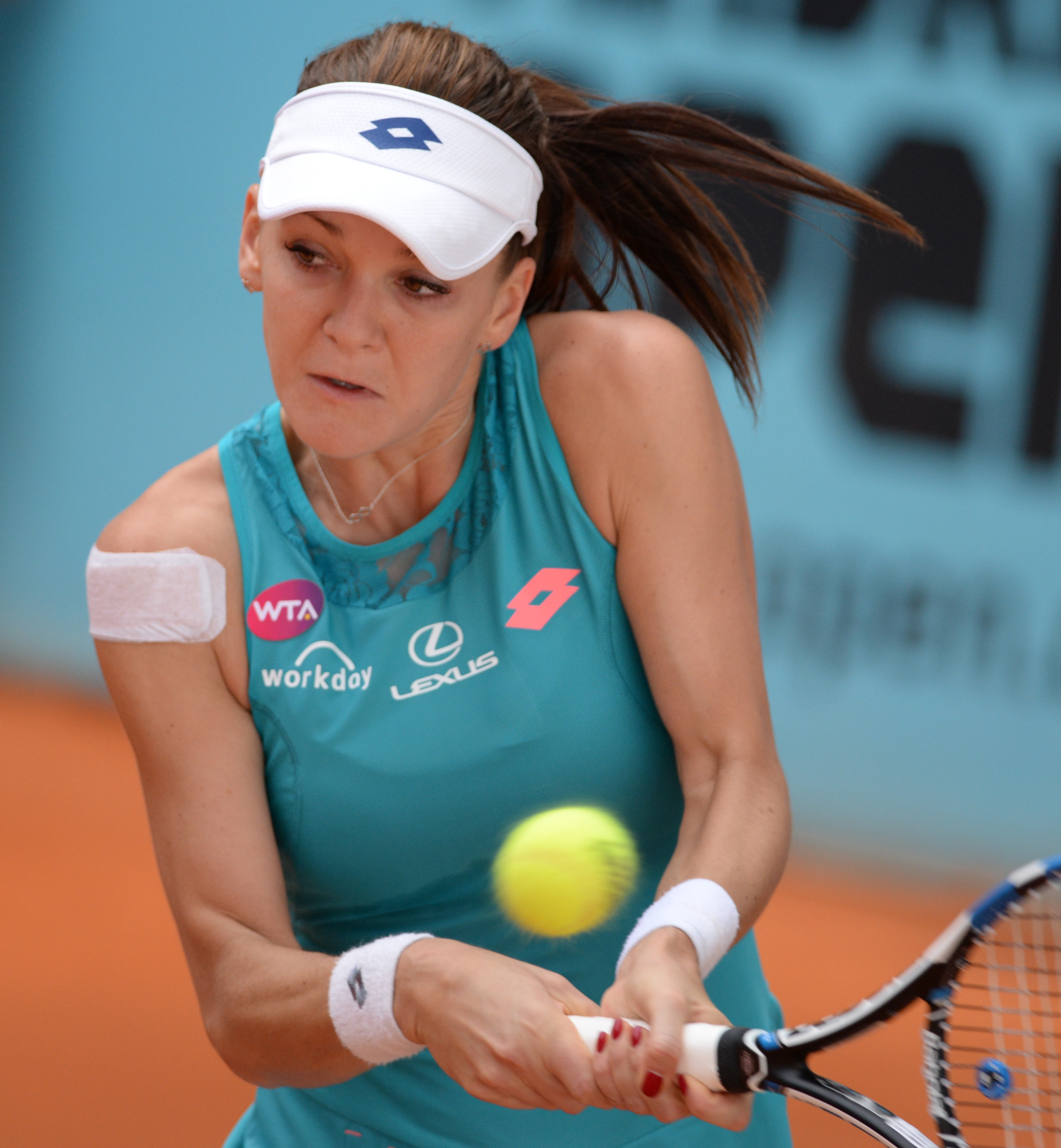
Na Mutua Madrid Open dohrála ve 3. kole

Singapurský WTA Finals jí přinesl nejcennější titul dosavadní kariéry. Stala se první Polkou i první hráčkou s jedinou výhrou ze základní skupiny, která na něm triumfovala. V základní skupinové fázi ženské dvouhry podlehla Šarapovové a Pennettaové. Přesto jí výhra nad světovou dvojkou Halepovou stačila ke druhému místu a postupu do semifinále. V něm zdolala do té doby neporaženou třetí hráčku žebříčku Garbiñe Muguruzaovou v těsném třísetovém dramatu. Do finále proti Petře Kvitové vstupovala s pasivní vzájemnou bilancí zápasů 2–6, ačkoli na Turnaji mistryň jejich poměr činil 2–2.
V úvodní finálové sadě dominovala s minimem nevynucených chyb a dobrým pohybem po dvorci. Stejný vývoj měl i začátek druhého dějství, kdy odskočila do vedení 3–1. Bilance nevynucených chyb v daném již činila 26–1 v neprospěch Kvitové. Přesto soupeřka zpřesnila hru a nesnažila se výměny rychle ukončovat. Na dvorci začala Polku přehrávat a po výhře 6–4 si vynutila rozhodující sadu. Vstoupila do ní vedením 2–0 na gamy, aby následoval další zvrat a Radwańská získala za stavu 3–3 rozhodující brejk. Vedení 4–3 potvrdila vítězným servisem. Utkání pak dovedla k titulu.
Titulem překročila hranici 20 milionů dolarů výdělku a postoupila do první desítky historických statistik finančních odměn.
Na žebříčku WTA přeskočila Kvitovou a sezónu zakončila na 5. místě. Na konci roku 2015 pak ovládla několik z kategorií Cen WTA udělovaných tenistkám Ženskou tenisovou asociací: Zápas roku WTA (semifinále WTA Finals proti Garbiñe Muguruzaové), Nejlepší šaty (na kurtu, Rogers Cup), Úder měsíce (ovládla čtyři měsíce), potřetí v řadě ovládla Úder roku WTA (finálové utkání na WTA Finals proti Petře Kvitové), a popáté v řadě triumfovala v anketě Hráčka roku podle fanoušků.

### 2016

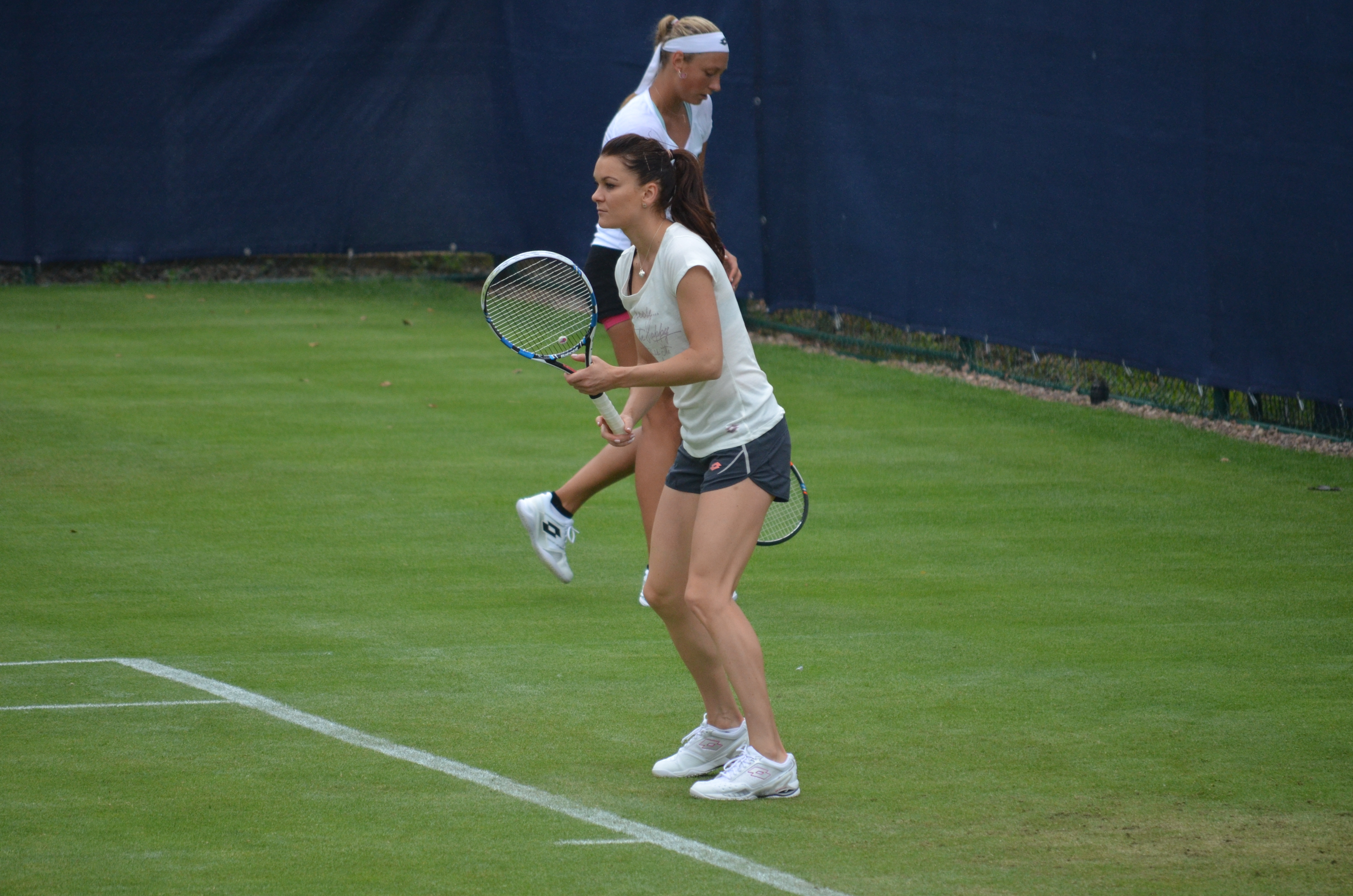
Během tréninku na trávě v Birminghamu, kde vypadla hned v úvodním kole

Do sezóny vstoupila titulem z lednového Shenzhen Open, kde jako nejvýše nasazená neztratila v průběhu turnaje žádný set. Ve finále zdolala americkou tenistku Alison Riskeovou po dvousetovém průběhu. Po turnaji se v následném vydání žebříčku WTA vyhoupla na 4. místo. Na úvodním grandslamu nové sezóny Australian Open postoupila do semifinále, kde nestačila na světovou jedničku Serenu Williamsovou, se kterou uhrála pouhé čtyři gemy. Na konci února se přesunula do katarské Dauhá, kde přes Ukrajinku Kateryna Bondarenkovou, rumunskou tenistku Monicu Niculescuovou a Robertu Vinciovou postoupila do jejího pátého semifinále na tomto turnaji. V něm podlehla španělské hráčce Carle Suárezové Navarrové, ale po turnaji se vyhoupla na 3. místo v žebříčku. Na amerických betonech na turnaji BNP Paribas Open v Indian Wells porazila v úvodních kolech Dominiku Cibulkovou ze Slovenska, Monica Niculescuovou, Srbku Jelenu Jankovićovou a ve čtvrtfinále Petru Kvitovou. Vítězstvím si zajistila posun na 2. místo světového žebříčku. V semifinále prohrála tiebreakem druhého setu proti Sereně Williamsové. Na dalším americkém turnaji Miami Open porazila francouzskou tenistku Alizé Cornetovou a domácí Madison Brengleovou, předtím než ve 4. kole podlehla ve třech sadách Švýcarce Timeae Bacsinszké.
První antukový turnaj na Porsche Tennis Grand Prix přinesl semifinálovou prohru s německou kvalifikantkou Laurou Siegemundovou. Brzké vyřazení přišlo na Mutua Madrid Open s Dominikou Cibulkovou. Na pařížském grandslamu French Open postoupila do čtvrtého kola, kde v utkání pro déšť hraném tři dny vypadla s Bulharkou a 102. hráčkou žebříčku Cvetanou Pironkovovou. Před přerušením přitom vedla 6–3 a 3–0. Následně však ztratila deset her za sebou a ostře zkritizovala organizátory: „Tohle přece není desetitisícový turnaj …, ale grandslam. Jak vůbec můžete povolit, aby se hrálo v dešti?“ Postupující Bulharka k tomu uvedla: „… byl [to] mimořádně těžký zápas, skoro dva dny jsme čekaly, než jsme ho mohly dohrát.“

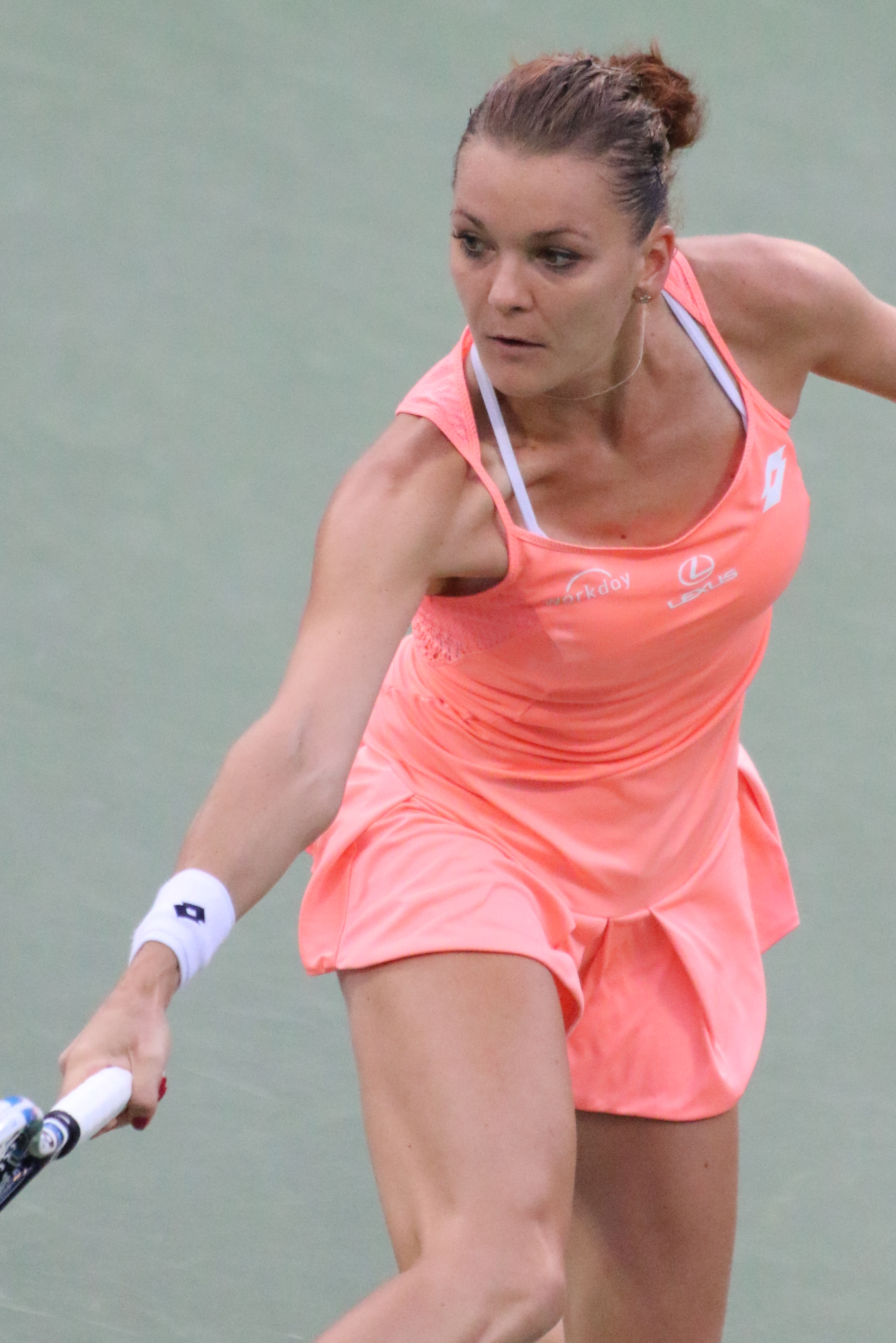
Bekhendový volej na US Open, kde dohrála v osmifinále

V prvním kole birminghamského AEGON Classic hraného na trávě byla nad její síly Coco Vandewegheová. AEGON International v Eastbourne znamenal nezvládnuté semifinále s Dominikou Cibulkovou, která ji vyřadila i ve čtvrtém kole navazujícího Wimbledonu.
Letní americkou sezónu rozehrála kanadským Rogers Cupem, kde ji ve třetím kole zastavila šestnáctá nasazená Anastasija Pavljučenkovová. Přesun z Montréalu na olympijský turnaj v Riu de Janeiru trval 55 hodin a soutěž opustila v zahajovacím zápasu po prohře od Číňanky Čeng Saj-saj. Ve čtvrtfinále cincinnatského Western & Southern Open pak nenašla recept na Simonu Halepovou. Jako turnajová jednička zavítala na Connecticut Open do New Havenu, kde po výhře nad dvojnásobnou obhájkyní trofeje Petrou Kvitovou pronikla do finále. V něm přehrála Elinu Svitolinovou a připsala si devatenáctý singlový titul na okruhu WTA Tour. Její cestu US Open ukončila 18letá teenagerka Ana Konjuhová ve čtvrtém kole.
Na tokijském Toray Pan Pacific Open se popáté probojovala do semifinále, v němž nestačila na Dánku Caroline Wozniackou. Ve čtvrtfinálové fázi Wuhan Open ji vystavila stopku Světlana Kuzněcovová a z pekingského China Open si odvezla druhou trofej, když zvládla duel o titul proti Britce Johanně Kontaové. Turnajem prošla bez ztráty setu. Před čtvrtfinálem na Tianjin Open v Tchien-ťinu odstoupila pro zranění pravého stehna.
Poosmé se 4. října kvalifikovala jako čtvrtá v pořadí na závěrečný Turnaj mistryň do Singapuru. V roli obhájkyně titulu na úvod bílé skupiny podlehla Světlaně Kuzněcovové, která se kvalifikovala až den před rozehráním soutěže. Následně však zdolala Garbiñe Muguruzaovou i Karolínu Plíškovou a z druhého místa prošla do semifinále proti světové jedničce Angelique Kerberové, s níž však prohrála. Poprvé v kariéře zakončila sezónu na novém nejvyšším maximu, když ji na žebříčku WTA patřilo 3. místo.
Počtvrté v řadě ovládla kategorii Úder roku WTA, která je jednou z kategorií Cen WTA udělovaných tenistkám Ženskou tenisovou asociací za úder ve 3. kole amerického Indian Wells proti Monice Niculescuové. Podruhé v řadě zvítězila i v kategorii Zápas roku WTA, díky výhře nad Dominikou Cibulkovou ve Wimbledonu a pošesté v řadě triumfovala v anketě Hráčka roku podle fanoušků.

### 2017
Sezónu zahájila turnajem Shenzhen Open, kde jako nejvýše nasazená skončila ve čtvrtfinále po třísetovém průběhu na raketě americké tenistky Alison Riskeové. V australském Sydney pak jako nasazená dvojka podlehla ve finálovém střetnutí britské hráčce Johanně Kontaové, se kterou do té doby neprohrála. Na úvodním grandslamu nové sezóny Australian Open nejprve po velkých problémech přehrála ve třech setech Bulharku Cvetanu Pironkovovou, aby ve 2. kole nestačila na Mirjanu Lučičovou-Baroniovou, s níž prohrála. V polovině února pak nastupovala jako čtvrtá nasazená do turnaje Qatar Total Open, kde jí po volném losu v prvním kole vyřadila Caroline Wozniacká z Dánska. Na podniku v Dubaji zvládla 2. kolo s belgickou tenistkou Elise Mertensovou, aby v následující části nestačila na 17letou Američanku Catherine Bellisovou.

### 2018

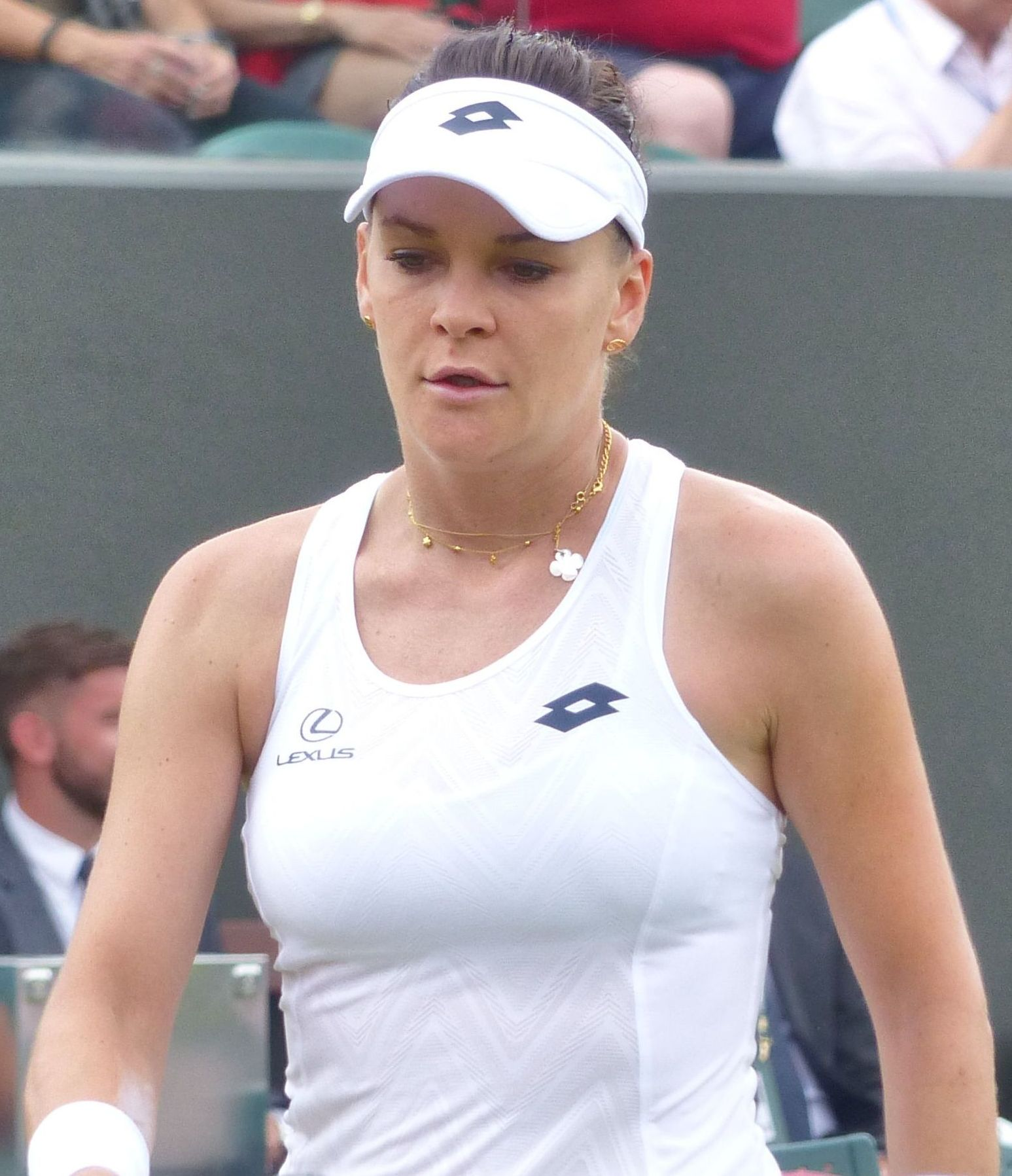
Radwańská ve Wimbledonu

Sezónu otevřela dvěma čtyřfinálovými účastmi. V Aucklandu ji vyřadila Sachia Vickeryová, v Sydney pak Camila Giorgiová, přičemž obě hráčky na turnajích startovaly po zvládnuté kvalifikaci. Neobhájení finálové účasti znamenalo propad mimo první světovou třicítku, kde figurovala od roku 2017. Australian Open znamenalo po třísetových výhrách nad Kristýnou Plíškovou a Lesjou Curenkovou porážku ve třetím kole na raketě Sie Šu-wej. V Indian Wells prohrála již v úvodním zápase, když jí porazila pozdější vítězka turnaje Japonka Naomi Ósakaová. Lépe si vedla v Miami, kde ve třetím kole vyřadila úřadující světovou jedničku Simonu Halepovou. Jednalo se o její druhou kariérní výhru nad nejvýše postavenou tenistkou, když předtím porazila jen Wozniackou v Sydney 2012. V osmifinále ji deklasovala Viktoria Azarenková startující na divokou kartu pořadatelů. Běloruska Polku porazila po čtrnácté z devatenácti vzájemných utkání.
Na antuce odehrála jenom Istanbul Cup, kde skrečovala utkání prvního kola pro zranění zad, kvůli kterému vynechala zbytek antukového jara. Na grandslamu tak chyběla poprvé od svého debutu na turnajích „velké čtyřky“ ve Wimbledonu 2006. Přerušila tak šňůru 47 účastí v řadě. Úspěšně se vrátila v Eastbourne, kde postoupila do svého poslední semifinále v kariéře. V něm ji zastavila Běloruska Aryna Sabalenková. Ve Wimbledonu hrála jako 32. nasazená. V prvním kole odvrátila šest mečbolů proti Eleně-Gabriele Ruseové, aby následně nestačila na Lucii Šafářovou.
Z letních severoamerických turnajů odešla bez výhry, když v prvním kole prohrála v Cincinnati, New Havenu i US Open, kde hrála poprvé Wimbledonu 2007 na grandslamu jako nenasazená. Poslední kariérní výhru přidala na Korea Open nad Bethanii Mattekovou-Sandsovou, kde ve druhém kole ukončila její cestu turnajem Irina-Camelia Beguová. Sezónu ukončila s vyrovnanou bilancí 14 výher a 14 porážek na 78. místě hodnocení, nejníže od roku 2006. V listopadu následně oznámila ze zdravotních důvodů konec kariéry.

## Soukromý život
Narodila se roku 1989 v polském Krakově. Má mladší sestru Urszulu Radwańskou (nar.  1990), která je také profesionální tenistka. V konečném žebříčku ITF 2007 byla její sestra klasifikována jako juniorská světová jednička a stala se juniorskou mistryní světa.
V roce 2016 se zasnoubila s bývalým polským tenistou a sparingpartnerem Dawidem Celtem. Tuto informaci 7. září 2016 neplánovaně zveřejnila Caroline Wozniacká. Sňatek následoval 22. července 2017 v krakovském kostele na Skalce i za přítomnosti tenistů – sestry Urszuly Radwańské, Angelique Kerberové, Wozniacké, Marty Domachowské, Alicje Rosolské, Katarzyny Piterové, Łukasze Kubota, Mariusze Fyrstenberga, Marcina Matkowského a Jerzyho Janowicze. V závěru července 2020 se do manželství narodil syn Jacob.
Radwańska je praktikující římská katolička, která se v Polsku účastnila katolické kampaně Nie wstydzę się Jezusa!. Během léta 2013 však z ní byla vyřazena poté, co pózovala nahá pro vydání „The Body Issue“ časopisu ESPN magazine.
V roce 2019 se zúčastnila polské verze televizní taneční soutěže BBC StarDance …když hvězdy tančí, po boku italského tanečníka Stefana Terrazzina. Honorář přenechala organizaci UNICEF.

## Hráčské statistiky

### Finále na Grand Slamu

#### Dvouhra: 1 (0–1)
| Stav       | rok  | turnaj    | povrch | soupeřka ve finále | výsledek      |
| ---------- | ---- | --------- | ------ | ------------------ | ------------- |
| Finalistka | 2012 | Wimbledon | tráva  | Serena Williamsová | 1–6, 7–5, 2–6 |

### Chronologie výsledků na Grand Slamu ve dvouhře
| Turnaj          | 2004 | 2005 | 2006    | 2007    | 2008    | 2009    | 2010    | 2011    | 2012    | 2013    | 2014    | 2015    | 2016    | 2017    | 2018    | S–R    | V–P    |
| --------------- | ---- | ---- | ------- | ------- | ------- | ------- | ------- | ------- | ------- | ------- | ------- | ------- | ------- | ------- | ------- | ------ | ------ |
| Australian Open | A    | A    | A       | 2. kolo | ČF      | 1. kolo | 3. kolo | ČF      | ČF      | ČF      | SF      | 4. kolo | SF      | 2. kolo | 3. kolo | 0 / 12 | 35–12  |
| French Open     | A    | A    | A       | 1. kolo | 4. kolo | 4. kolo | 2. kolo | 4. kolo | 3. kolo | ČF      | 3. kolo | 1. kolo | 4. kolo | 3. kolo | A       | 0 / 11 | 23–11  |
| Wimbledon       | A    | A    | 4. kolo | 3. kolo | ČF      | ČF      | 4. kolo | 2. kolo | F       | SF      | 4. kolo | SF      | 4. kolo | 4. kolo | 2. kolo | 0 / 13 | 43–13  |
| US Open         | A    | A    | 2. kolo | 4. kolo | 4. kolo | 2. kolo | 2. kolo | 2. kolo | 4. kolo | 4. kolo | 2. kolo | 3. kolo | 4. kolo | 3. kolo | 1. kolo | 0 / 13 | 24–13  |
| výhry–prohry    | 0–0  | 0–0  | 7–2     | 6–4     | 14–4    | 8–4     | 7–4     | 9–4     | 15–4    | 16–4    | 11-4    | 10-4    | 14–4    | 8–4     | 3–3     | 0 / 49 | 125–49 |

| Legenda | Legenda                                   | Legenda | Legenda                     |
| ------- | ----------------------------------------- | ------- | --------------------------- |
| SR      | poměr vyhraných turnajů ku všem odehraným | W–L V–P | výhry–prohry                |
| NH      | daný rok se turnaj nekonal                | A       | turnaje se hráč nezúčastnil |
| 1Q / LQ | prohra v (kole) kvalifikace               | 1k / 1R | prohra v daném kole turnaje |
| QF / ČF | prohra ve čtvrtfinále                     | SF      | prohra v semifinále         |
| F       | prohra ve finále                          | Vítěz   | vítězství v turnaji         |

## Postavení na konečném žebříčku WTA

### Dvouhra
| Rok    | 2004 | 2005   | 2006  | 2007  | 2008  | 2009  | 2010  | 2011 | 2012 | 2013 | 2014 | 2015 | 2016 | 2017  | 2018  |
| Pořadí | 941. | ▲ 381. | ▲ 57. | ▲ 26. | ▲ 10. | ▬ 10. | ▼ 14. | ▲ 8. | ▲ 4. | ▼ 5. | ▼ 6. | ▲ 5. | ▲ 3. | ▼ 28. | ▼ 75. |

### Čtyřhra
| Rok    | 2004 | 2005   | 2006   | 2007  | 2008  | 2009  | 2010  | 2011  | 2012   | 2013 | 2014 | 2015 | 2016 | 2017 | 2018 |
| Pořadí | 871. | ▲ 293. | ▲ 212. | ▲ 71. | ▲ 60. | ▲ 46. | ▲ 27. | ▲ 16. | ▼ 100. | —    | —    | —    | —    | —    | —    |